# Hlavní hodnota integrálu
Hlavní hodnota integrálu (anglicky Cauchy principal value) je metoda určování hodnot některých integrálů, které nelze standardně definovat. V závislosti na typu singularity vyskytující se v integrálu je hlavní hodnota definována jako konečné číslo:
- {\displaystyle \lim _{\varepsilon \rightarrow 0+}\left[\int _{a}^{b-\varepsilon }f(x)\,dx+\int _{b+\varepsilon }^{c}f(x)\,dx\right]}

kde b je bod, ve kterém má funkce f následující vlastnosti:
{\displaystyle \int _{a}^{b}f(x)\,dx=\pm \infty }
pro libovolné a < b a
{\displaystyle \int _{b}^{c}f(x)\,dx=\mp \infty }
pro libovolné c > b (jedno znaménko je „+“ a druhé „−“).
nebo
- {\displaystyle \lim _{a\rightarrow \infty }\int _{-a}^{a}f(x)\,dx}

kde
{\displaystyle \int _{-\infty }^{0}f(x)\,dx=\pm \infty }
a
{\displaystyle \int _{0}^{\infty }f(x)\,dx=\mp \infty }
(opět je jedno znaménko „+“ a druhé „−“).
V některých případech je nutné vypořádat se najednou se singularitami v bodu b a zároveň v nekonečnu. To se dělá většinou
{\displaystyle \lim _{\varepsilon \rightarrow 0+}\int _{b-{\frac {1}{\varepsilon }}}^{b-\varepsilon }f(x)\,dx+\int _{b+\varepsilon }^{b+{\frac {1}{\varepsilon }}}f(x)\,dx.}